# Gustaf Adolf Reuterholm

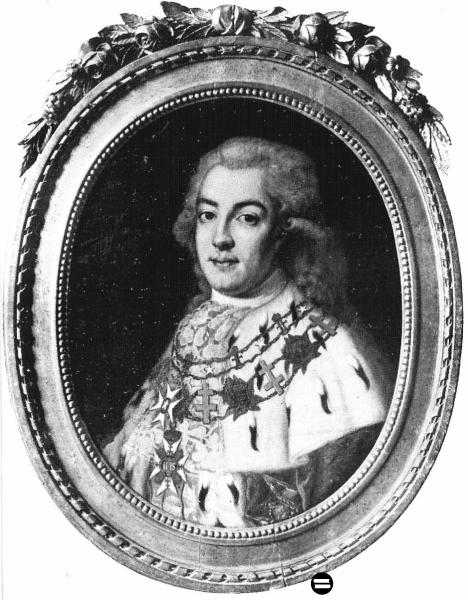
C. F. von Breda: Gustaf Adolf Reuterholm, 1795

Gustaf Adolf Reuterholm, auch: Gustav Adolph Reuterholm (* 7. Juli 1756 in Siuntio (schwedisch Sjundeå) in Finnland; † 27. Dezember 1813 in Schleswig) war ein schwedischer Graf und Staatsmann.

## Leben
Reuterholm hatte bedeutenden Einfluss auf die schwedische Politik in der Zeit, als Gustav IV. Adolf unmündig war. Als Vertrauter des Regenten Herzog Karl führte er das sogenannte „Regime Reuterholm“. Seine Regierung begann mit der Abschaffung der von Gustav III. erlassenen Zensur, indem er 1792 das Recht auf Pressefreiheit einführte. Im weiteren Verlauf war seine Amtszeit jedoch durch eine gewaltsame Reaktion gegen die Aufklärungszeit und die Ideale der französischen Revolution gekennzeichnet. Eine seiner bekanntesten Aktionen war die Stilllegung der Svenska Akademien (Schwedischen Akademie) von 1795 bis 1796.
Als Gustav IV. Adolf am 1. November 1796 die Staatsgeschäfte selbst in die Hand nahm, wurde Reuterholm aus Stockholm verwiesen. In der folgenden Zeit hielt er sich hauptsächlich außer Landes auf. Nach der Festnahme des Königs durch Carl Johan Adlercreutz im Jahre 1809 kehrte Reuterholm zurück, doch ihm wurde verweigert, Karl XIII. zu treffen. Er verließ das Land abermals und starb drei Jahre später. Gustaf Adolf Reuterholm wurde in der Kathedrale von Strängnäs begraben.
Reuterholm war Freimaurer und eines der ersten Mitglieder des schwedischen Ritterordens Karls XIII.